# Fuligule de Nouvelle-Zélande
Aythya novaeseelandiae
Espèce
Statut de conservation UICN

 LC  : Préoccupation mineure
Le Fuligule de Nouvelle-Zélande (Aythya novaeseelandiae) est une espèce d'oiseaux de la famille des Anatidae. Ce canard plongeur est endémique de Nouvelle-Zélande.

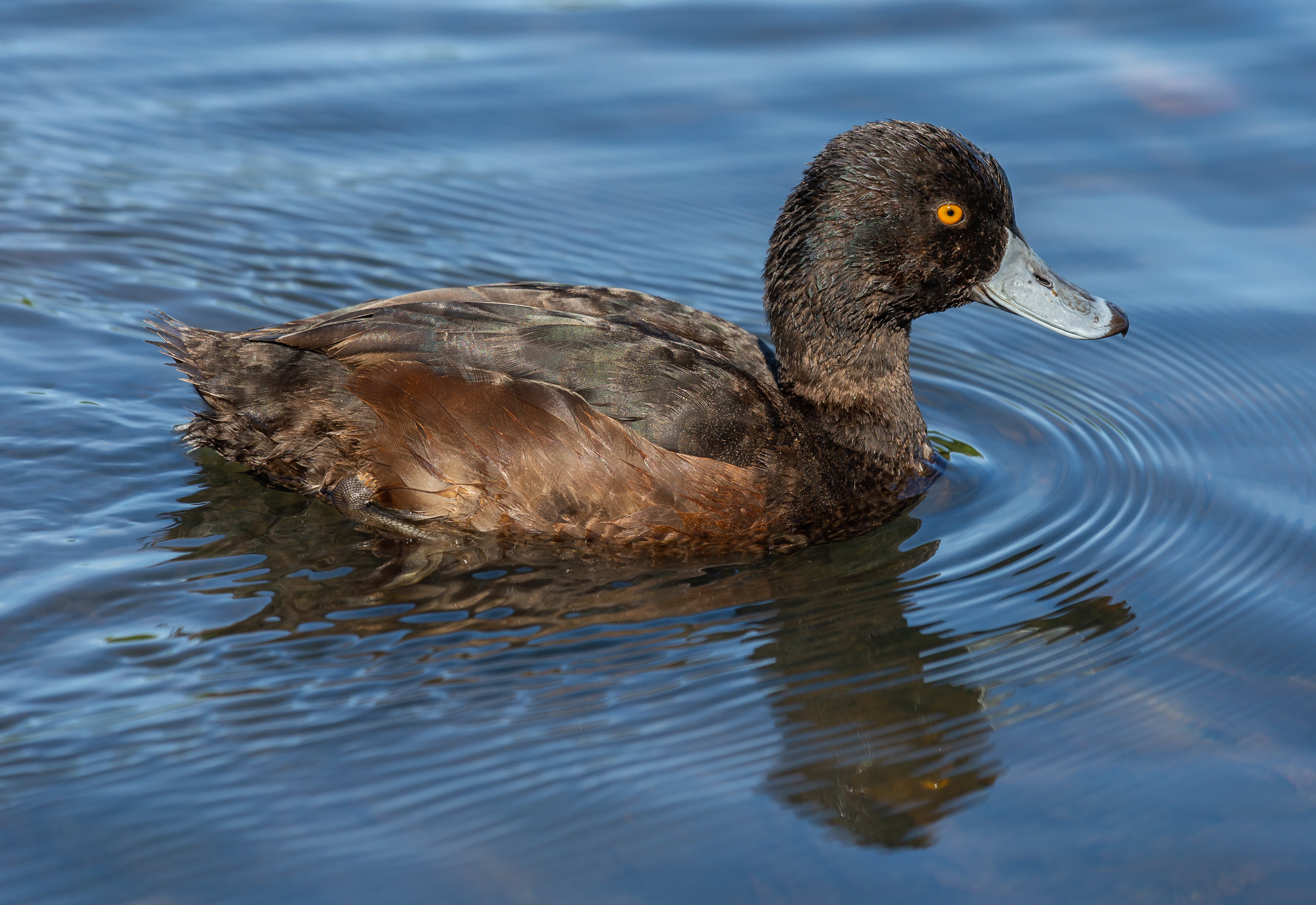
Un fuligule de Nouvelle-Zélande à Hagley Park (Christchurch) (en) en octobre 2020.
- Fuligules de Nouvelle-Zélande en plongée dans la réserve naturelle de Ngā Manu (en), sur l'île du Nord.